# نقطة. نهاية السطر.
نقطة. نهاية السطر. (بالإنجليزية: .Period. End of Sentence)‏ هو فيلم وثائقي قصير من إنتاج عام 2018، أخرجته ريكا زشتبشي، يتناول "ثورة هادئة" تقودها نساء في قرية هابور بالهند. يروي الفيلم قصة مجموعة من النساء يتعلمن كيفية تشغيل آلة لصنع الفوط الصحية منخفضة التكلفة والقابلة للتحلل، وبيعها بأسعار مناسبة. يسعى الفيلم إلى تحسين الصحة النسائية عبر توفير منتجات أساسية، ودعم النساء للتغلب على المحرمات حول الدورة الشهرية، إلى جانب تعزيز استقلالهن الاقتصادي. الفيلم مستوحى من حياة الناشط الاجتماعي أروناتشالام موروجانانثام.

## وصلات خارجية
- نقطة. نهاية السطر. على موقع IMDb (الإنجليزية)
- نقطة. نهاية السطر. على موقع روتن توميتوز (الإنجليزية)
- نقطة. نهاية السطر. على موقع نتفليكس (الإنجليزية)
- نقطة. نهاية السطر. على موقع ألو سيني (الفرنسية)
- نقطة. نهاية السطر. على موقع فيلمافينيتي (الإسبانية)
- نقطة. نهاية السطر. على موقع قاعدة بيانات الفيلم (الإنجليزية)
- نقطة. نهاية السطر. على موقع ليتربوكسد (الإنجليزية)
- نقطة. نهاية السطر. على موقع كينوبويسك (الروسية)